# Pellaea cymbiformis
Pellaea cymbiformis är en kantbräkenväxtart som beskrevs av Prado. Pellaea cymbiformis ingår i släktet Pellaea och familjen Pteridaceae. Inga underarter finns listade.